# Wallace McCutcheon Jr.
Wallace McCutcheon (New York, 23 dicembre 1880 – Los Angeles, 27 gennaio 1928) è stato un attore e regista statunitense.

## Biografia
Nel 1908, Wallace McCutcheon, regista di punta della casa di produzione Biograph, cadde ammalato e venne sostituito dal figlio, Wallace McCutcheon Jr., il maggiore tra otto figli. Wallace Jr. era un attore di commedie musicali: per la Biograph girò alcuni film come attore e firmò anche tre regie, due delle quali, però, insieme a David W. Griffith, un attore che aveva da poco debuttato nella regia con The Adventures of Dollie con ottimo esito. William Jr., alla guida della Biograph, non riuscì nel compito di dirigere gli studi e il suo incarico venne affidato proprio a Griffith che non solo si dimostrò all'altezza della situazione sia come produttore che come regista, ma diventò uno dei nomi fondamentali della storia del cinema.
Wallace McCutcheon Jr. partecipò alla prima guerra mondiale e venne congedato con il grado di maggiore. Nel 1919, si sposò con Pearl White, l'attrice diventata popolarissima (e ricchissima) con i suoi serial ad alto contenuto di adrenalina.
Il matrimonio, però, durò solo fino al 1921, quando i due divorziarono.
Tra il 1918 e il 1920, McCutcheon tornò a recitare in alcuni film diretti da diversi registi e poi ritornò a teatro.
Dopo il divorzio da Pearl White, McCutcheon cadde in depressione e si diede all'alcool. Venne trovato morto suicida nel 1928 in una stanza d'albergo. Aveva 48 anni.

## Filmografia

### Attore
- Over the Hill to the Poorhouse, regia di Stanner E.V. Taylor (1908)
- The Kentuckian, regia di Wallace McCutcheon (1908)
- The Fight for Freedom, regia di D.W. Griffith e Wallace McCutcheon Jr. (1908)
- The Floor Below, regia di Clarence G. Badger (1918)
- Il segreto nero (The Black Secret), regia di George B. Seitz (1919)
- A Virtuous Vamp, regia di David Kirkland (1919)
- The Phantom Foe, regia di Bertram Millhauser (1920)
- The Thief, regia di Charles Giblyn (1920)

### Regista
- At the Crossroads of Life (1908)
- The Fight for Freedom co-regia David W. Griffith (1908)
- The Black Viper co-regia David W. Griffith (1908)

## Spettacoli teatrali
- Are You My Father? (Broadway, 8 ottobre 1903)
- The Dictator, di Richard Harding Davis (Broadway, 4 aprile 1904 - 30 maggio 1904)
- The Dictator, di Richard Harding Davis (Broadway, 24 agosto 1904 - settembre 1904)
- A Fool and His Money (Broadway, 26 ottobre 1904 - novembre 1904)
- On the Quiet, di Augustus E. Thomas (Broadway, 11 dicembre 1905)
- The Ranger (Broadway, 2 settembre 1907)
- Personal (Broadway, 3 settembre 1907 - ottobre 1907)
- The Easterner (Broadway, 2 marzo 1908)
- The Girls of Gottenberg (Broadway, 2 settembre 1908 - 28 novembre 1908)
- The Slim Princess (Broadway, 2 gennaio 1911 - 1º aprile 1911)
- The Red Rose (Broadway, 22 giugno 1911 - settembre 1911)
- Eva (Broadway, 30 dicembre 1912 - 18 gennaio 1913)
- Her Little Highness, di Channing Pollock e Rennold Wolf (Broadway, 13 ottobre 1913 - 25 ottobre 1913)
- The Dancing Duchess - coreografie (Broadway, 19 agosto 1914 - 20 agosto 1914)
- The Rat, di Constance Collier e Ivor Novello (Broadway, 10 febbraio 1925 - maggio 1925)
- Earl Carroll's Vanities (1925) (Broadway, 6 luglio 1925 - 27 dicembre 1925)